# 7. leden
7. leden je sedmý den roku podle gregoriánského kalendáře. Do konce roku zbývá 358 dní (359 v přestupném roce). Svátek má Vilma.

## Události

### Česko
- 1931 – U Liblic se začala stavět severní věž rozhlasového vysílače Liblice A, dokončena byla 16. dubna 1931. Obě věže pak stály na svém místě až do 11. srpna 2004, kdy byly odstřeleny.
- 1966 – V Praze zahájena výstavba podpovrchové tramvaje, a to přeložkami inženýrských sítí v oblasti Opletalovy ulice. Následujícího roku však byla koncepce podpovrchové tramvaje definitivně změněna na plnohodnotnou podzemní dráhu.
- 1982 – Mluvčími Charty 77 se stali Anna Marvanová, Ladislav Lis a Radim Palouš.
- 1999 – Česká televize odvysílala první díl komorní talk show Marka Ebena Na plovárně, hostem byl hudebník Michael Kocáb.

### Svět
- 1558 – Francouzi dobyli Calais, poslední državu Angličanů na evropském kontinentě.
- 1610 – Galileo Galilei poprvé pozoroval tři měsíce Jupiteru: Io, Europu a Callisto, později s Ganymedem nazvané Galileiho měsíce.
- 1714 – Anglický inženýr Henry Mill získal patent na psací stroj.
- 1785 – Francouz Jean-Pierre Blanchard a Američan John Jeffries jako první přeletěli Lamanšský průliv.
- 1954 – IBM představila v New Yorku první systém pro strojový překlad.
- 1979 – Phnompenh v Kambodži byl dobyt Vietnamskou armádou, čímž skončila vláda Rudých Khmerů v čele s Pol Potem.
- 2015 – Při útoku na pařížskou redakci francouzského satirického týdeníku Charlie Hebdo bylo zastřeleno 10 novinářů a 2 policisté.
- 2020 – Čínským vědcům se podařilo izolovat původce nemoci, nový kmen koronaviru, nazvaný 2019-nCoV a později přejmenovaný na SARS-CoV-2, původce pandemie covidu-19

## Narození
Automatický abecedně řazený seznam viz Kategorie:Narození 7. ledna

### Česko

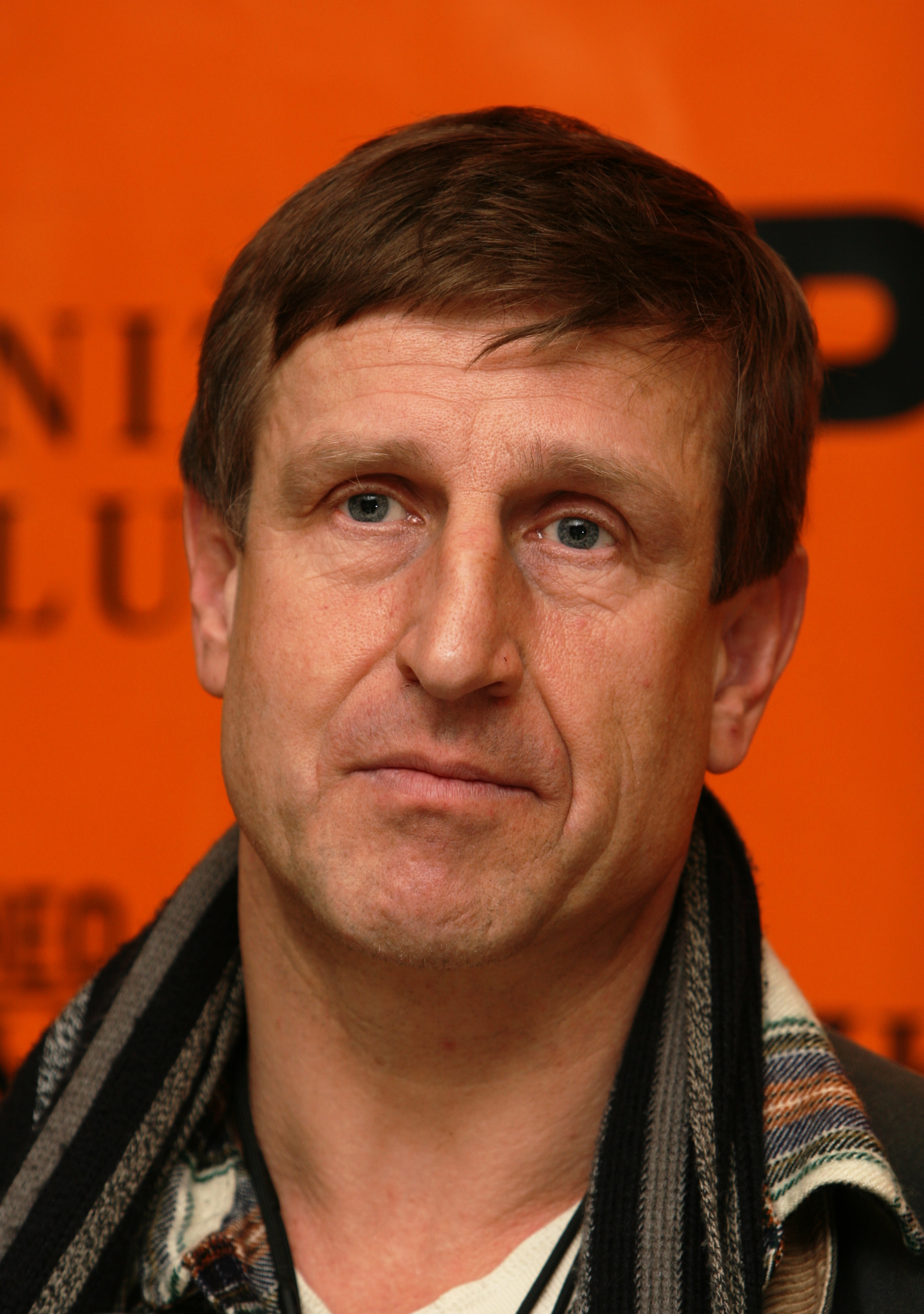
Václav Vydra (* 1956)

- 1638 – Kristián Gottfried Hirschmentzel, historik, kněz, spisovatel, filozof († 26. února 1703)
- 1710 – Josef Antonín Sehling, barokní hudební skladatel († 17. září 1756)
- 1734 – Francisco Zeno, matematik, astronom a geolog a paleontolog († 14. června 1781)
- 1769 – Antonín Jaroslav Puchmajer, spisovatel († 29. září 1820)
- 1835 – Antonín Barborka, geometr a pedagog († 14. dubna 1891)
- 1839 – Antonín Škoda, pedagog, překladatel z řečtiny a latiny († 25. května 1919)
- 1854 – Adam Chlumecký, katolický kněz, básník a prozaik († 1938)
- 1859 – Josef Šír, podkrkonošský národní buditel († 8. května 1920)
- 1868 – Josef Dolanský, československý politik, ministr několika vlád († 30. listopadu 1943)
- 1872 – Anton Witek, česko-německý houslista († 19. srpna 1933)
- 1875
  - Bedřich Plaške, malíř a operní pěvec, barytonista († 4. února 1952)
  - Karel Novák, fotograf a pedagog († 11. srpna 1950)
- 1877
  - Vojtěch Birnbaum, historik umění († 30. května 1934)
  - Tomáš Hudec, teolog († 22. srpna 1951)
- 1878 – Wilhelm Medinger, československý politik německé národnosti († 3. prosince 1934)
- 1883 – Antonín Hasal, československý armádní generál a ministr († 22. dubna 1960)
- 1895 – Melchior Vischer, česko-německý spisovatel a režisér († 21. dubna 1975)
- 1904 – Josef Dyr, chemik, rektor VŠCHT († 20. ledna 1979)
- 1905 – František Šilhan, katolický kněz a jezuita († 13. února 1985)
- 1906 – Alois Chocholáč, výtvarník, zakladatel umění samorostů († 3. června 1983)
- 1911
  - Zdeněk Jirotka, spisovatel a fejetonista († 12. dubna 2003)
  - Světla Amortová, herečka a politička († 14. března 1985)
  - František Tručka, malíř
- 1923 – Jiří Macelis, hokejový reprezentant († 16. dubna 1998)
- 1927 – Milan Ryšavý, houslista, spisovatel, historik a hudební organizátor († 3. února 2016)
- 1931
  - Richard Pražák, historik a hungarista († 12. září 2010)
  - Jaroslav Bakala, historik († 22. srpna 2008)
- 1932 – Zdeněk Borovec, textař († 18. února 2001)
- 1939 – František Musil, historik († 13. května 2025)
- 1942 – Jiří Bičák, fyzik († 26. ledna 2024)
- 1943
  - Alois Fišárek, filmový střihač († 4. listopadu 2023)
  - Jiří Šíma, sinolog a mongolista
- 1944 – Vlasta Kahovcová, zpěvačka a výtvarnice
- 1945 – Josef Hájek, ekonom a politik
- 1947 – Václav Ledvinka, historik a archivář
- 1948
  - Jiří Brtnický, malíř a politik
  - Ján Rečo, dokumentární fotograf slovenské národnosti
- 1951
  - Jiří Vondráček, hudebník, zpěvák, herec, příležitostný režisér, aranžér a producent
  - Helena Válková, ministryně spravedlnosti ČR
  - Zuzana Vrbová, dětská herečka a zpěvačka z divadla Semafor
- 1956 – Václav Vydra, herec
- 1957 – Pavel Calda, lékař, gynekolog, porodník a genetik
- 1960 – Liběna Séquardtová, hobojistka
- 1979 – Zdeněk Klauda, hudební skladatel a teoretik, korepetitor Národního divadla

### Svět

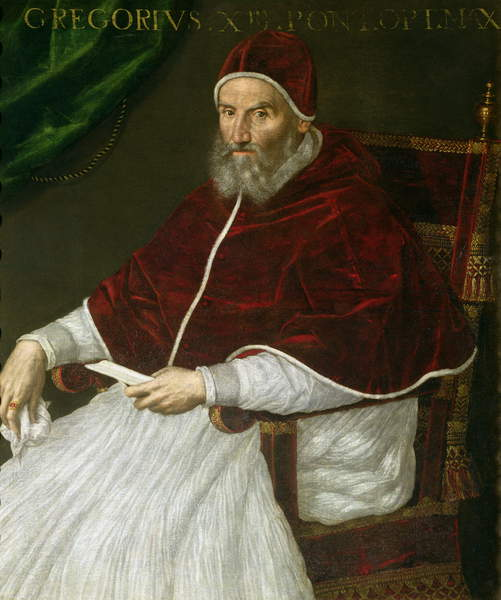
Řehoř XIII. (* 1502)

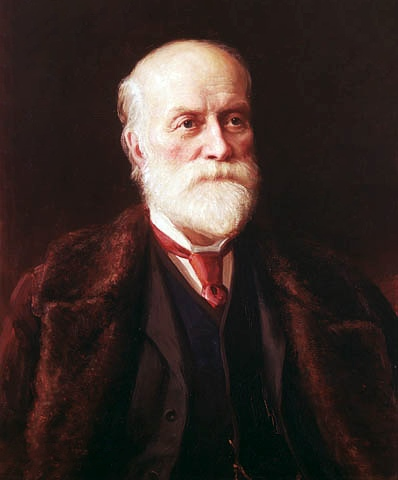
Sandford Fleming (* 1827)

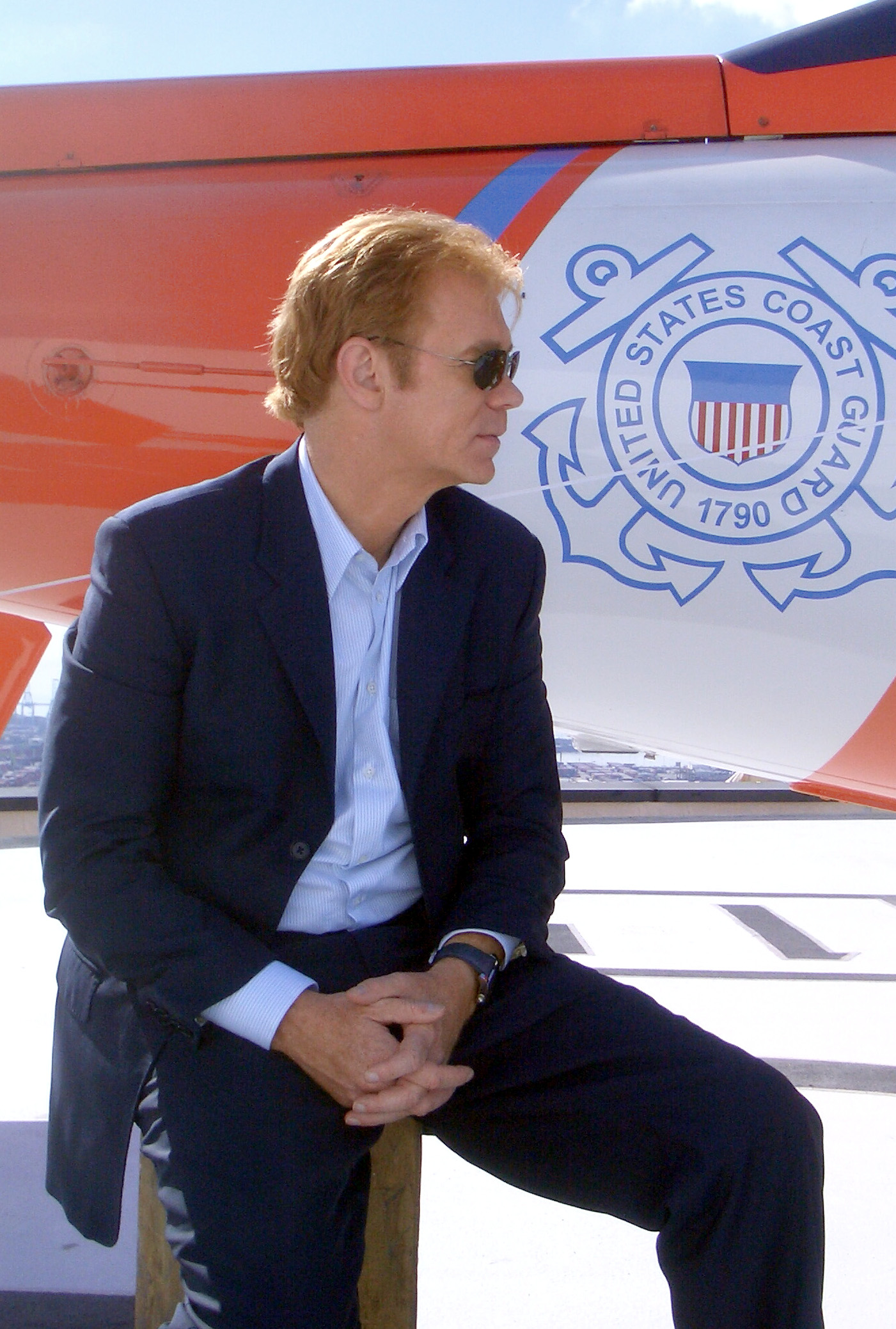
David Caruso (* 1956)

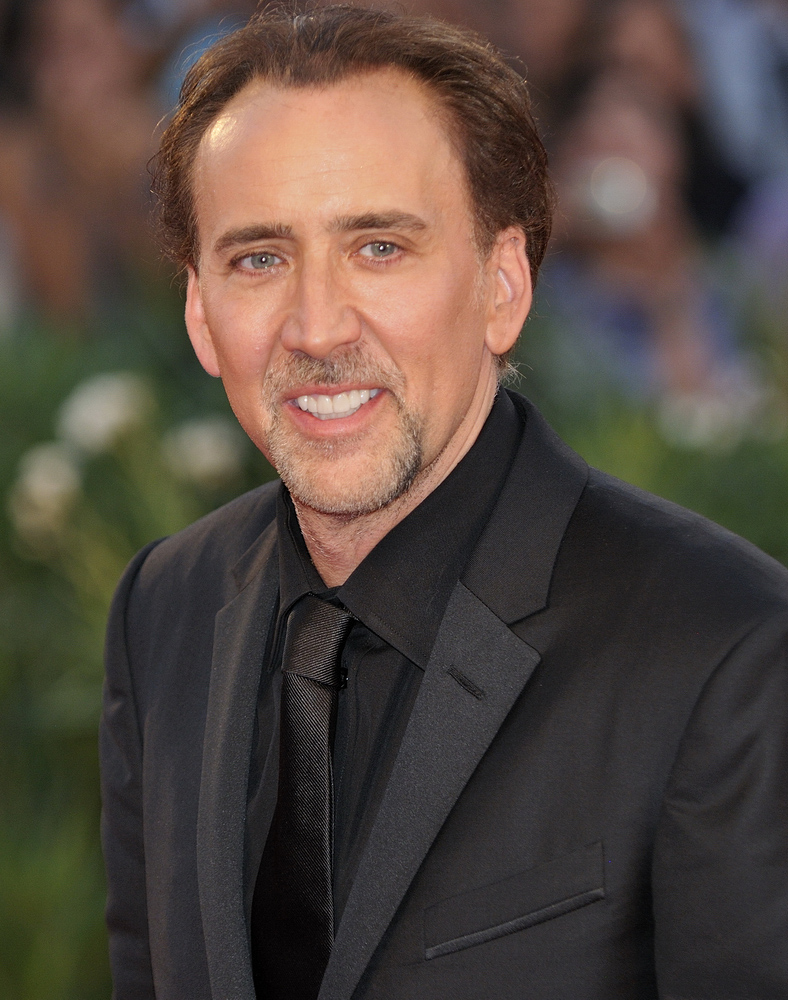
Nicolas Cage (* 1964)

- 1355 – Tomáš z Woodstocku, nejmladší syn anglického krále Eduarda III. († 8./9. září 1397)
- 1502 – Řehoř XIII., papež († 10. dubna 1585)
- 1582 – Magdalena Braniborská, hesensko-darmstadtská lankraběnka († 4. května 1616)
- 1634 – Adam Krieger, německý varhaník a hudební skladatel († 30. června 1666)
- 1727 – Pierre-Montan Berton, francouzský zpěvák, hudební skladatel a dirigent († 14. května 1780)
- 1745 – Johan Christian Fabricius, dánský entomolog a ekonom († 3. března 1808)
- 1768 – Josef Bonaparte, nejstarší bratr Napoleona I., král neapolský a španělský († 28. července 1844)
- 1777 – Lorenzo Bartolini, italský neoklasicistní sochař († 20. ledna 1850)
- 1787 – Patrick Nasmyth, skotský malíř († 17. srpna 1831)
- 1794 – Eilhard Mitscherlich, německý chemik († 28. srpna 1863)
- 1795 – Anna Pavlovna Ruská, nizozemská královna († 1. března 1865)
- 1796 – Šarlota Augusta Hannoverská, britská princezna († 6. listopadu 1817)
- 1800 – Millard Fillmore, 13. prezident USA († 8. března 1874)
- 1826 – Zikmund Habsbursko-Lotrinský, rakouský arcivévoda, vnuk císaře Leopolda II. († 15. prosince 1891)
- 1827 – Sandford Fleming, kanadský inženýr a vynálezce skotského původu, který zavedl jednotný světový čas a časová pásma († 22. července 1915)
- 1829 – Richard Klemens Metternich, rakouský diplomat († 1. března 1895)
- 1834 – Johann Philipp Reis, německý fyzik († 24. ledna 1874)
- 1837 – Milan Piroćanac, srbský politik, právník, premiér († 1. března 1897)
- 1845 – Ludvík III. Bavorský, bavorský král († 18. října 1921)
- 1858 – Eliezer Ben Jehuda, židovský redaktor, obroditel hebrejštiny († 16. prosince 1922)
- 1860 – Emanuil Manolov, bulharský skladatel († 2. února 1902)
- 1865 – George Grantham Bain, americký fotograf († 20. dubna 1944)
- 1871 – Émile Borel, francouzský matematik a politik († 3. února 1956)
- 1873
  - Charles Péguy, francouzský spisovatel, filosof a básník († 5. září 1914)
  - Adolph Zukor, filmový podnikatel, zakladatel Paramount Pictures († 10. června 1976)
- 1882 – Ernst Gagliardi, švýcarský historik († 22. ledna 1940)
- 1889 – Philippe Henriot, francouzský politik († 28. června 1944)
- 1890 – Henny Portenová, německá herečka éry němého filmu († 15. října 1960)
- 1891 – Fernand Guyou, francouzský stíhací pilot za 1. světové války († 1. září 1944)
- 1894
  - Paul Bindel, německý malíř, sochař a karikaturista († 20. května 1973)
  - Sv. Maxmilián Kolbe, polský římskokatolický kněz († 18. srpna 1943)
- 1895 – Vasilij Blochin, Stalinův vrchní popravčí († 3. února 1955)
- 1899
  - Francis Poulenc, francouzský hudební skladatel, člen skupiny Pařížská šestka († 30. ledna 1963)
  - J. Bracken Lee, americký politik († 20. října 1996)
- 1901 – Fahrelnissa Zeid, turecká umělkyně a manželka prince z Iráku († 5. září 1991)
- 1902 – Michal Maximilián Scheer, slovenský architekt († 9. února 2000)
- 1903
  - Hooley Smith, kanadský hokejista († 24. srpna 1963)
  - Antanas Sniečkus, litevský komunistický politik († 22. ledna 1974)
- 1907 – Raymond Paley, anglický matematik († 7. dubna 1933)
- 1912 – Charles Addams, americký autor komiksů († 29. září 1988)
- 1916
  - Paul Keres, estonský šachový velmistr († 5. června 1975)
  - Elena Ceaușescuová, manželka rumunského prezidenta Nicolae Ceaușescu († 25. prosince 1989)
  - Bernard Davis, americký biolog († 14. ledna 1994)
- 1919
  - Ján Albrecht, slovenský estetik, muzikolog, hudebník († 20. listopadu 1996)
  - George Stephen Morrison, člen námořnictva Spojených států amerických, otec Jima Morrisona († 17. listopadu 2008)
- 1921 – Jevgenij Babič, sovětský hokejista († 11. července 1972)
- 1922 – Jean-Pierre Rampal, francouzský flétnista († 20. května 2000)
- 1923 – Hugh Kenner, kanadský literární teoretik († 24. listopadu 2003)
- 1924
  - Gene L. Coon, americký scenárista a producent († 8. července 1973)
  - Vernon Wray, americký kytarista († 1979)
- 1925 – Gerald Durrell, britský spisovatel, zoolog a popularizátor ochrany přírody († 30. ledna 1995)
- 1927 – Abdul Hamid, pákistánský pozemní hokejista
- 1929
  - Vid Pečjak, slovinský spisovatel a psycholog († 27. února 2016)
  - Ken Henry, americký rychlobruslař, olympijský vítěz († 1. března 2009)
- 1931 – Pierina Morosini, italská mučednice, blahoslavená († 6. dubna 1957)
- 1934
  - Charles Jenkins, americký sprinter, dvojnásobný olympijský vítěz
  - Abel Posse, argentinský spisovatel a diplomat († 14. dubna 2023)
  - Minoru Saitó, japonský sólový mořeplavec – jachtař
- 1935
  - Valerij Kubasov, ruský kosmonaut, vědec a konstruktér († 19. února 2014)
  - Noam Sheriff, izraelský hudební skladatel
  - Kenny Davern, americký klarinetista († 12. prosince 2006)
- 1938
  - Roland Topor, francouzský výtvarník a spisovatel († 16. dubna 1997)
  - Paul Revere, americký varhaník († 4. října 2014)
- 1940 – Dave Cousins, britský kytarista a zpěvák
- 1941
  - John E. Walker, anglický biochemik, Nobelova cena za chemii 1997
  - Frederick D. Gregory, americký pilot a astronaut, později člen vedení NASA
- 1942
  - Ricardo Ezzati Andrello, chilský kardinál
  - Jörg Lucke, německý veslař, olympijský vítěz
  - Danny Steinmann, americký filmový režisér († 18. prosince 2012)
  - Vasilij Alexejev, ruský vzpěrač, olympijský vítěz († 25. listopadu 2011)
  - Hellmut G. Haasis, německý historik, spisovatel a nakladatel († 23. února 2024)
- 1943
  - Delia Steinberg Guzmán, španělská filozofka, spisovatelka a klavíristka
  - Sadako Sasaki, japonská dívka, známá oběť atomové bomby Little Boy shozené na Hirošimu († 25. října 1955)
- 1947 – Stefan Angelov, bulharský zápasník († 21. prosince 2019)
- 1948
  - Ján Rečo, slovenský dokumentární fotograf
  - Koloman Gögh, československý fotbalový reprezentant († 11. listopadu 1995)
- 1951 – Talgat Musabajev, kazašský kosmonaut († 3. srpna  2025)
- 1952
  - Franz Josef Czernin, rakouský spisovatel
  - Sammo Hung, hongkongský herec
- 1956 – David Caruso, americký herec
- 1958 – Rosa Liksom, vlastním jménem Anni Ylävaara, finská spisovatelka
- 1962 – Alexandr Dugin, ruský publicista, politolog, sociolog a filozof
- 1963
  - Clint Mansell, britský hudebník a skladatel filmové hudby
  - Rand Paul, americký lékař, politický aktivista a republikánský politik
- 1964 – Nicolas Cage, americký herec
- 1966 – Luky Lukáč, slovenský folkový skladatel, zpěvák a multiinstrumentalista
- 1967
  - Nick Clegg, britský politik, předseda Liberálně demokratické strany
  - Johannes Brandrup, německý herec
  - Irrfan Khan, indický herec († 29. dubna 2020)
- 1968 – Georgi Gospodinov, bulharský spisovatel
- 1970 – João Ricardo, angolský fotbalista
- 1971 – DJ Ötzi, rakouský zpěvák
- 1971 – Jeremy Renner, americký herec a hudebník
- 1975 – Rob Waddell, novozélandský veslař a jachtař, olympijský vítěz ve skifu
- 1979 – Aloe Blacc, americký zpěvák
- 1981 – Alex Auld, kanadský hokejista
- 1982 – Hannah Stockbauer, německá plavkyně
- 1983 – Natalie Gulbisová, americká golfistka
- 1984 – Marcelo Bosch, argentinský ragbista
- 1985
  - Lewis Hamilton, britský jezdec Formule 1
  - Karim Guédé, tožský fotbalista narozený v Německu
  - Vitali Trubila, běloruský fotbalista
- 1990
  - Liam Aiken, americký herec
  - Gregor Schlierenzauer, rakouský skokan na lyžích
- 1991 – Caster Semenya, jihoafrická atletka (běh na 800 m)
- 1993 – Jan Oblak, slovinský fotbalový brankář
- 1998
  - Jan-Luca Posch, rakouský sportovní lezec
  - Ben Earl, anglický ragbista

## Úmrtí
Automatický abecedně řazený seznam viz Kategorie:Úmrtí 7. ledna

### Česko
- 1810 – Josef Lipavský, hudební skladatel žijící v zahraničí (* 22. února 1772)
- 1868 – Jan Nepomuk Eiselt, lékař (* 24. května 1805)
- 1886 – Josef Pražák, poslanec Českého zemského sněmu (* 2. června 1836)
- 1894 – Karel Kerka, kanovník katedrální kapituly u sv. Štěpána v Litoměřicích (* 3. června 1814)
- 1907 – Marie Petzoldová-Sittová, operní pěvkyně (* 30. ledna 1852)
- 1920 – Václav Hübner, ředitel Národního divadla v Brně (* 11. června 1857)
- 1923 – Jiří Haussmann, spisovatel (* 30. října 1898)
- 1924 – Filip Počta, geolog a paleontolog (* 19. listopadu 1859)
- 1926 – Bartoš Vlček, básník, prozaik a překladatel (* 23. října 1897)
- 1928 – Marie Gebauerová, spisovatelka (* 8. prosince 1869)
- 1929 – Vladimír Gamza, divadelní režisér a herec (* 20. února 1902)
- 1931 – Josef Loutocký, reformní pedagog a spisovatel (* 31. března 1868)
- 1933 – Stanislav Feikl, malíř (* 12. listopadu 1883)
- 1934 – Anton Hanak, rakouský sochař českého původu (* 22. března 1875)
- 1940 – Robert Hütter, československý politik německé národnosti (* 17. dubna 1877)
- 1941 – František Chudoba, anglista, literární historik a překladatel (* 4. června 1878)
- 1944 – Miroslav Novák, vojenský lékař (* 5. května 1906)
- 1947 – Ludvík Krupka, právník a politik (* 13. května 1863)
- 1948 – Josef Šamalík, politik (* 27. dubna 1875)
- 1956 – Julie Moschelesová, geografka (* 21. srpna 1892)
- 1957 – Karel Hloucha, spisovatel (* 21. února 1880)
- 1958 – Hubert Ripka, politik, ministr, novinář a historik (* 26. července 1895)
- 1969
  - Zbyněk Havlíček, básník, literární teoretik, psychoanalytik a překladatel (* 22. května 1922)
  - František Kubka, novinář, prozaik, básník, germanista a překladatel (* 4. března 1894)
- 1991
  - Augustin Podolák, biskup Starokatolické církve (* 24. června 1912)
  - Jan Evangelista Urban, teolog (* 20. února 1901)
- 1992 – Miroslav Lamač, výtvarný kritik a historik umění (* 7. dubna 1928)
- 1994 – Emil Radok, teoretik umění, výtvarník, scenárista, režisér (* 22. března 1918)
- 1996 – Ronald Kraus, textař (* 26. října 1927)
- 1998 – Miroslav Liberda, právník (* 2. dubna 1926)
- 1999 – Zdeněk Kroupa,operní pěvec (* 15. listopadu 1921)
- 2001 – František Hájek, psychiatr (* 31. října 1915)
- 2002 – Vladimír Panoš, krasový badatel a letec RAF (* 2. července 1922)
- 2006 – Jiří Demel, publicista (* 3. listopadu 1923)
- 2010 – Jan Halas, novinář, literát a rozhlasový redaktor (* 8. května 1945)
- 2012 – Ivo Tretera, filosof (* 22. května 1933)
- 2013 – Jiřina Jirásková, herečka (* 17. února 1931)
- 2019
  - Delarock, výtvarník (* 1. ledna 1970)
  - Ivan Mašek, politik a ekonom, za normalizace disident, signatář Charty 77 (* 28. července 1948)
  - Jiří Stöhr, kameraman, fotograf a cestovatel, účastník Expedice Lambaréné (* 24. září 1939)
- 2023 – Miloš Horanský, básník, režisér a pedagog (* 14. června 1932)

### Svět

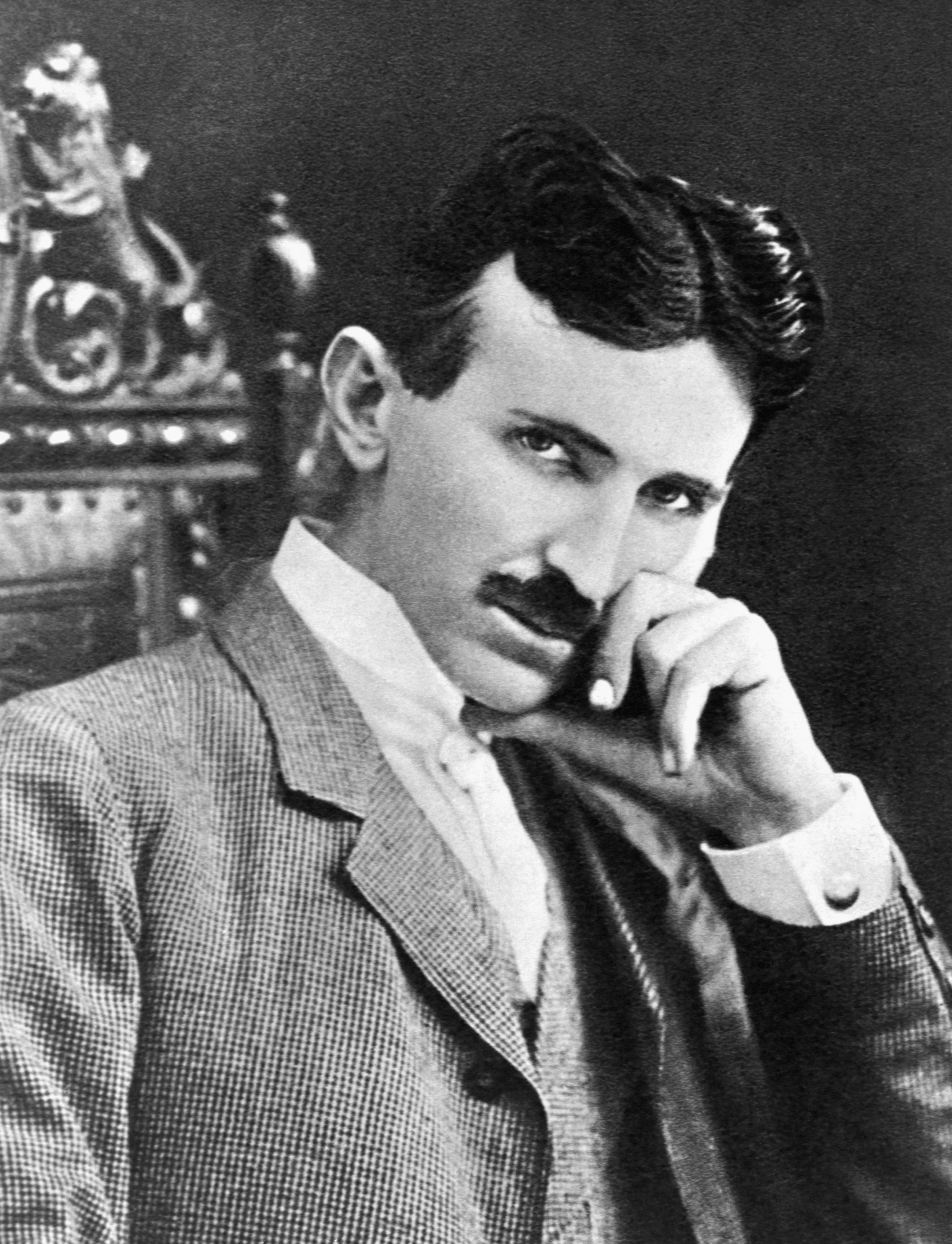
Nikola Tesla († 1943)

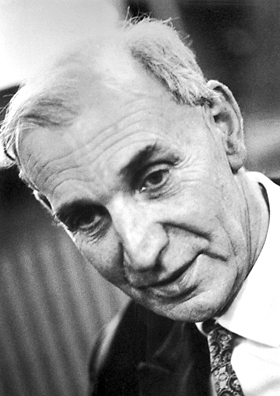
Alfred Kastler († 1984)

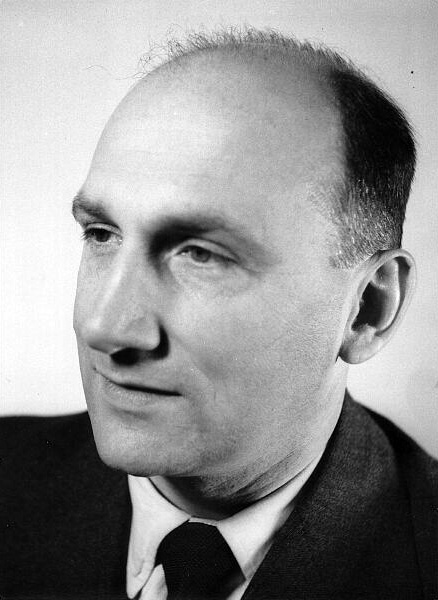
Vladimir Prelog († 1998)

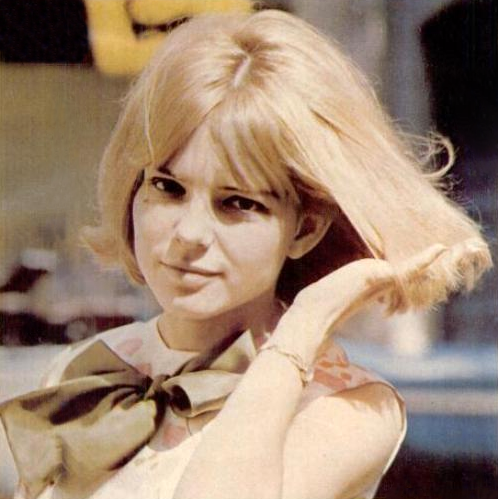
France Gallová († 2018)

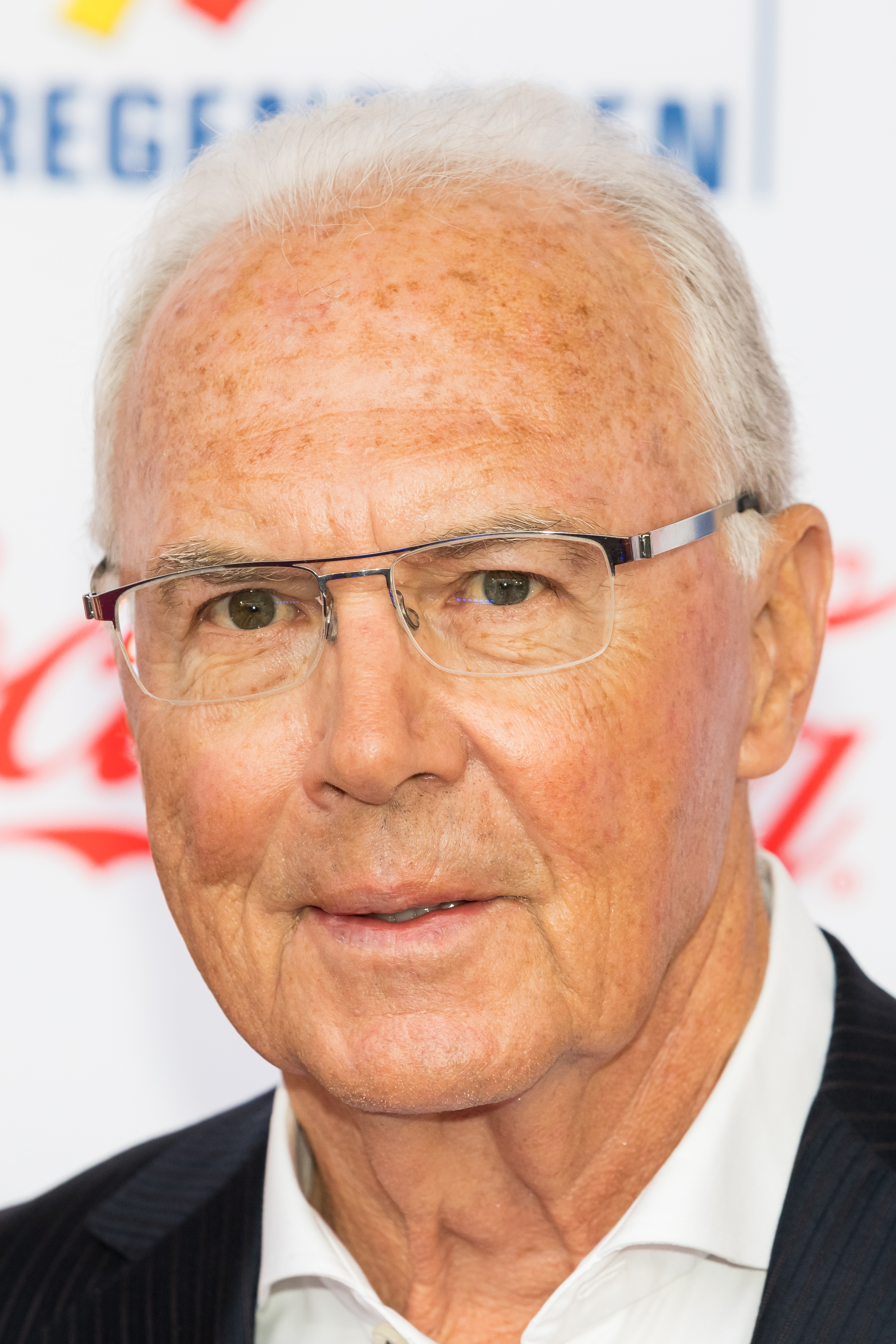
Franz Beckenbauer († 2024)

- 1263 – Anežka Meránská, vévodkyně rakouská, štýrská a poté korutanská (* 1215)
- 1285 – Karel I. z Anjou, sicilský, jeruzalémský a neapolský král z rodu Kapetovců (* asi 1226)
- 1325 – Dinis I., portugalský král (* 1261)
- 1355 – Inés de Castro, manželka portugalského krále Petra I. (* 1325)
- 1445 – Olivera Despina, srbská princezna a manželka osmanského sultána Bajezida I. (* 1372)
- 1451 – Amadeus VIII. Savojský, savojský hrabě, známý také jako poslední vzdoropapež Felix V. (* 4. září 1383)
- 1524 – Tchang Jin, čínský učenec, malíř, kaligraf a básník (* 6. dubna 1470)
- 1529 – Peter Vischer starší, německý raně renesanční sochař (* kolem 1455)
- 1536 – Kateřina Aragonská, španělská infantka a anglická královna, první manželka Jindřicha VIII. Tudora (* 16. prosince 1485)
- 1598 – Fjodor I., ruský car (* 11. května 1557)
- 1655 – Inocenc X., papež (* 6. května 1574)
- 1672 – Jacob Philipp Sachs von Lewenheimb, lékař a přírodovědec (* 26. srpna 1627)
- 1715 – François Fénelon, francouzský teolog, básník a spisovatel (* 6. srpna 1651)
- 1743 – Anna Žofie Reventlow, manželka dánského krále Frederika IV. (* 16. dubna 1693)
- 1790 – Antonio Corbisiero, italský hudební skladatel (* 21. května 1720)
- 1830
  - Thomas Lawrence, anglický malíř (* 13. dubna 1769)
  - Šarlota Španělská, portugalská královna manželka Jana VI. Portugalského (* 25. dubna 1775)
- 1847 – Maria Schicklgruber, babička Adolfa Hitlera (* 15. dubna 1795)
- 1860 – Wilhelm von Benda, báňský inženýr a právník (* 2. ledna 1779)
- 1882 – Ignacy Łukasiewicz, polský lékárník, chemik a vynálezce (* 8. března 1822)
- 1890 – Augusta Sasko-Výmarská, pruská královna a německá císařovna (* 30. září 1811)
- 1893 – Jožef Stefan, slovinský fyzik, matematik a básník (* 24. března 1835)
- 1918 – Julius Wellhausen, německý protestantský teolog (* 17. května 1844)
- 1920 – Edmund Barton, australský politik, právník a soudce, první premiér Austrálie (* 18. ledna 1849)
- 1931 – Paul Kuh-Chrobak, poslední ministr financí Rakouska-Uherska (* 11. března 1863)
- 1932 – André Maginot, francouzský politik, který prosadil vybudování soustavy pevností na hranicích s Německem, tzv. Maginotovy linie (* 17. února 1877)
- 1943 – Nikola Tesla, srbsko-americký fyzik (* 10. července 1856)
- 1944 – Louise "Lou" Hoover, americká první dáma, manželka prezidenta Herberta Hoovera (* 29. března 1874)
- 1950
  - Monty Banks, italský herec, režisér a producent (* 15. července 1897)
  - Robert Freissler, rakouský politik (* 23. března 1877)
- 1951 – René Guénon, francouzský spisovatel, filozof a mystik (* 15. listopadu 1886)
- 1957 – Jože Plečnik, slovinský architekt (* 23. ledna 1872)
- 1958 – Petru Groza, rumunský prezident (* 7. prosince 1884)
- 1960 – Dorothea Douglass Chambers, anglická tenistka (* 3. září 1878)
- 1963 – Erik Lundqvist, švédský olympijský vítěz v hodu oštěpem (* 29. června 1908)
- 1964 – Reg Parnell, britský pilot Formule 1 (* 2. července 1911)
- 1978 – Hana Meličková, slovenská herečka (* 27. ledna 1900)
- 1980 – Dov Josef, ministr spravedlnosti Izraele (* 27. května 1899)
- 1981 – Alexander Kotov, ruský šachista (* 12. srpna 1913)
- 1984 – Alfred Kastler, francouzský fyzik, nositel Nobelovy ceny (* 3. května 1902)
- 1986
  - Juan Rulfo, mexický spisovatel (* 16. května 1917)
  - Július Nemčík, slovenský malíř (* 12. listopadu 1909)
- 1989
  - Manfred Kochen, americký informatik rakouského původu (* 4. července 1928)
  - Šówa (Hirohito), 124. japonský císař (* 29. dubna 1901)
  - Marijan Brecelj, slovinský právník a politik (* 23. dubna 1910)
- 1995 – Murray Rothbard, americký ekonom (* 2. března 1926)
- 1998
  - Vladimir Prelog, chorvatský organický chemik, Nobelovy ceny (* 23. července 1906)
  - Richard Hamming, americký informatik (* 11. února 1915)
- 2002 – Geoff Crossley, britský pilot Formule 1 (* 11. května 1921)
- 2006 – Heinrich Harrer, rakouský horolezec, cestovatel, geograf, fotograf a spisovatel (* 6. července 1912)
- 2008 – Philip Agee, důstojník CIA a spisovatel (* 19. července 1935)
- 2009 – Jayne Soliman, britská krasobruslařka a krasobruslařská trenérka (* 1968)
- 2015
  - Tadeusz Konwicki, polský filmový režisér a spisovatel (* 22. června 1926)
  - Arch A. Moore, Jr., americký právník a politik (* 16. dubna 1923)
  - Rod Taylor, australský herec (* 11. ledna 1930)
  - při útoku na redakci časopisu Charlie Hebdo v Paříži zahynuli:
    - Georges Wolinski, francouzský karikaturista (* 28. června 1934)
    - Stéphane Charbonnier, známý jako Charb, francouzský karikaturista (* 21. srpna 1967)
    - Philippe Honoré, francouzský karikaturista (* 25. listopadu 1941)
    - Bernard Verlhac, francouzský karikaturista (* 1. ledna 1957)
    - Jean Cabut, známý jako Cabu, francouzský karikaturista (* 13. ledna 1938)
    - Elsa Cayatová, francouzská psychoanalytička a publicistka (* 9. března 1960)
    - Bernard Maris, francouzský ekonom, spisovatel, novinář a pedagog (* 23. září 1946)
- 2017 – Mário Soares, bývalý portugalský prezident (* 7. prosince 1924)
- 2018 – France Gall, francouzská popová zpěvačka (* 9. října 1947)
- 2020 – Neil Peart, kanadský bubeník a skladatel (* 12. září 1952)
- 2024 – Franz Beckenbauer, německý fotbalista a trenér (* 11. září 1945)

## Svátky

### Česko
- Vilma, Viléma, Vilemína, Mína
- Attila
- Nikita

- Začíná masopust
- Socialistický kalendář – Státní svátek Kambodžské lidové republiky

### Svět
- Slovensko – Bohuslava
- Mezinárodní den švihlé chůze

Pravoslavné církevní kalendárium (podle starého juliánského kalendáře 25. prosinec)
- Narození Pána našeho, Ježíše Krista; veliký svátek (z dvanáctera); slaví se 10 dnů.

## Pranostiky

### Česko
- Na svatého Knuta přichází zima krutá.
- O svatém Luciánu bývá často mlha k ránu.

| 7. leden v pražském KlementinuÚdaje jsou platné k 8. 7. 2025. | 7. leden v pražském KlementinuÚdaje jsou platné k 8. 7. 2025. | 7. leden v pražském KlementinuÚdaje jsou platné k 8. 7. 2025. |
| minimum                                                       | denní průměr                                                  | maximum                                                       |
| ------------------------------------------------------------- | ------------------------------------------------------------- | ------------------------------------------------------------- |
| −25,1 °C (1789)                                               | −1,5 °C (od 1961)                                             | 12,8 °C (1999)                                                |